# Ганс-Йоахим Больман
Ганс-Йоахим Больман (нім. Hans-Joachim Bohlmann; 20 вересня 1937 — 19 січня 2009) — німецький серійний злочинець-вандал, основними мішенями якого були твори мистецтва на публічних виставках. З 1977 по 2006 рік він пошкодив понад 50 полотен таких авторів як Рубенс, Рембрандт і Дюрер (вартістю понад 270 млн німецьких марок, або близько 138 млн євро).

## Біографія
Больман народився у Вроцлаві. З юності страждав від серйозного розладу особистості. У віці 16 років був добровільно поміщений у клініку Кільського університету, де проходив лікування електрошоком та інсуліном. Приблизно в цей час він був водопровідником, але не міг залишатися на одному місці і працював на різних роботах. Він пройшов декілька лікувальних курсів, в тому числі приймав транквілізатори, антидепресанти, антипсихотичні препарати, проходив поведінкову терапію і групову терапію, але з вельми обмеженим успіхом.
У 1968 році Больман одружився і надалі працював шість років на складі. Потім він приймав валіум і галоперидол і регулярно відвідував церковні служби. У 1974 році нейрохірург Дейтер Мюллер з Університетської клініки Гамбург-Еппендорф запропонував йому провести лоботомію. Хоча Мюллер передбачав 75-80 % шансів на успіх, операція не принесла покращення. Пізніше вона була розкритикована як застарілий метод, який просто зменшив розумові здібності Больмана. 11 березня 1977 року його дружина під час прибирання випала з вікна і невдовзі померла він травм. За словами Больмана, саме смерть дружини спонукала його до вандалізму. Раніше він часто відвідував з дружиною музеї і бачив важливість мистецтва для суспільства. Потім він почав купувати сірчану кислоту в аптеках і виливати її на картини.
Перший акт вандалізму Больман здійснив 16 березня 1977 року у міському парку, наступний — 29 березня 1977 року в Гамбурзькій картинній галереї, де він пошкодив картину «Золота рибка» Пауля Клее. За цим послідували інші напади в Гамбурзі, Любеку, Люнебурзі, Ессені, Дортмунді, Гановері, Бохумі, Касселі, Дюссельдорфі і Гамельні. 16 серпня 1977 року він вилив сірчану кислоту на кілька творів, включаючи портрет Мартина Лютера і його дружини Катаріни роботи Лукаса Карнаха Старшого, в Державному музеї Нижньої Саксонії в Гамбурзі. 24 серпня 1977 року пошкодив картину Рубенса «Ерцгерцог Альбрехт» в Дюссельдорфі і 7 жовтня 1977 року — чотири картини в Палаці Вільгельмсхьое в Касселі, вартістю понад 25 млн євро, серед яких «Благословення Якова» (1656) і автопортрет Рембрандта, а також «Недоторклива» Віллема Дроста. У цих нападах Больман в основному поцілював в обличчя персонажів, намагаючись завдати найбільшої шкоди. Діяльність Больмана не обмежувалася живописом і музеями. Наприклад, він також підпалив вівтар в Любеку і пошкодив сотні кам'яних надгробків зі свастиками вночі в Гамбурзі. Обурення в газетах тільки заохочувало його, оскільки він відчував, що стає знаменитістю, він навіть відмовився від антидепресантів, які приймав регулярно.
Больмана заарештували у жовтні 1977 року і у 1979 році Гамбурзький районний суд засудив його до 5 років в'язниці за 17 випадків пошкодження громадської власності, 3 випадки пошкодження приватної власності і один випадок жорстокого поводження з тваринами. До 6 жовтня 1982 року він повністю відбув терін. Після виходу з в'язниці Больман відновив вандальську діяльність. Йому було заборонено купувати кислоту, і натомість він здійснив підпали на будівельному майданчику недалеко від Гамбурга, збиток від яких оцінюється в 65 000 євро. За цей вчинок Больман був засуджений до трирічного терміну, який добіг кінця 5 травня 1986 року. Частина його пенсії стягувалась за пошкодження «Ерцгерцога Альбрехта» Рубенса, і осінню 1987 року він вирушив на лікування до психіатричного відділу Шпиталю Гамбург-Ейлбек.
В березні 1988 року Больман придбав два літри сірчаної кислоти і заховав їх у парку. 20 квітня 1988 року він взяв відпустку у лікарні і наступного дня облив кислотою три картини Альбрехта Дюрера в мюнхенській Старій пінакотеці — «Оплакування христа», «Вівтар Паумгартнерів» і «Матір Скорботну», завдавши збитків у розмірі 35 млн євро. Одразу після цієї атаки він був заарештований і поміщений до психіатричної лікарні в Гарі, Баварія. У 1989 році він був засуджений Мюнхеньким судом до двох років позбавлення волі з одночасним лікуванням стільки, скільки буде необхідно в психіатричній лікарні, а в березні 1990 року переведений до гамбурзької клініки Ochsenzoll. Больман втік звідти в січні 1998 року і після масштабних пошуків за два дні був знайдений на станції метро, можливо, на зворотному шляху до лікарні. 30 липня 2001 року він знову втік, але повернувся до лікарні наступного ранку.
У клініці Ochsenzoll він відвідував арт-терапію і протягом дев'яти років малював майже щодня, створивши близько 1500 малюнків. У січні 2005 року, через більше ніж 16 років з моменту арешту в Мюнхені, Больмана звільнили. 25 червня 2006 року в Державному музеї в Амстердамі він вилив запальну рідину на картину «Святкування з приводу підписання Мюнстерського договору» (1648) Бартоломеуса ван дер Гельста і підпалив її. Найбільше був пошкоджений лаковий шар. Больман був засуджений судом в Амстердамі до трьох років. Після відбування двох третин терміну 24 червня 2008 року він був звільнений, після чого повернувся до Гамбургу і помер від раку 19 січня 2009 року.